# Andrej Konsztantyinovics Karjaka
Andrej Konsztantyinovics Karjaka (oroszul: Андрей Константинович Каряка; Dnyipropetrovszk, 1978. április 1. –) orosz válogatott labdarúgó.
Az orosz válogatott tagjaként részt vett a 2004-es Európa-bajnokságon.

## Sikerei, díjai
Benfica
- Portugál szuperkupa (1): 2005